# Église Saint-Martin de Sublaines
Pour les articles homonymes, voir Église Saint-Martin.
L’église Saint-Martin de Sublaines est un édifice religieux, dédié au culte catholique, situé au centre du bourg de Sublaines, une commune du département d’Indre-et-Loire.

## Localisation
L'église est située dans le centre-bourg de Sublaines, à l'ouest de la D31 reliant Bléré à Loches. Cette route longe la chevet de l'église.

## Historique
L'église est un édifice du début du XIIe siècle, mais dont la nef a été remaniée au XVe siècle. Elle est l'un des 3 700 édifices religieux dédiés en France à saint Martin. Elle dépendait à sa construction de la collégiale de Saint-Martin qui fut confirmée dans cette possession par l'archevêque Gilbert (1119) et par le pape Alexandre III (1177) 
Elle fait partie des monuments historiques, comme édifice inscrit, depuis le 29 novembre 1948.

## Architecture et mobilier
L'orientation de l'édifice est « classique », nef à l'ouest et chevet à l'est.
La nef unique est couverte d'un plafond voûté en plâtre qui masque la charpente. Elle est percée de deux portes en plein cintre, une à l'ouest et une au nord ; ces deux ouvertures ont perdu une partie de la décoration qui les surmontait.
Une travée de section carrée relie la nef au chœur ; elle est voûtée d'une croisée d'ogives massive, propre à supporter le clocher qui s'élève au-dessus d'elle ; deux baies géminées surmontées d'un oculus éclairent cette travée. Ce clocher roman, de plan carré, présente sur l'ensemble de son pourtour deux arcatures encadrant des baies en plein cintre au nombre de deux par face. Le clocher est couvert d'une toiture pyramidale en ardoise.
Le chœur est composé d'une travée unique voutée en berceau brisé  et terminé par une abside en cul-de-four à cinq pans percée de cinq baies en plein cintre et dont la corniche repose sur des modillons sculptés .
Une cuve baptismale en pierre, du XIIe siècle, se trouve à l'intérieur de l'église, ainsi qu'un banc d'œuvre du XVe siècle. L'église Saint-Martin de Sublaines renferme également trois objets inscrits dans la base Palissy :
- une cloche en fonte de 1740, d'un poids d'environ 100 kg (inscription le 8 janvier 2006)[5] ;
- un port-cierge en bois peint du XIXe siècle, décoré d'une croix et de motifs floraux (inscription le 9 avril 1998)[6] ;
- deux statues des XVe et XVIe siècles en tuffeau peint en blanc puis doré, représentant respectivement saint Yves et un saint inconnu (inscription le 9 avril 1998)[7].

À l'occasion de la reprise de la nef au XVe siècle, les murs ont été ornés de peintures redécouvertes à la fin du XXe siècle sous un enduit de plâtre. À dominante rouge foncé, elles représentent des personnages en costumes d'époque, dont une femme qui pourrait être sainte Barbe.

L'église Saint-Martin de Sublaines.
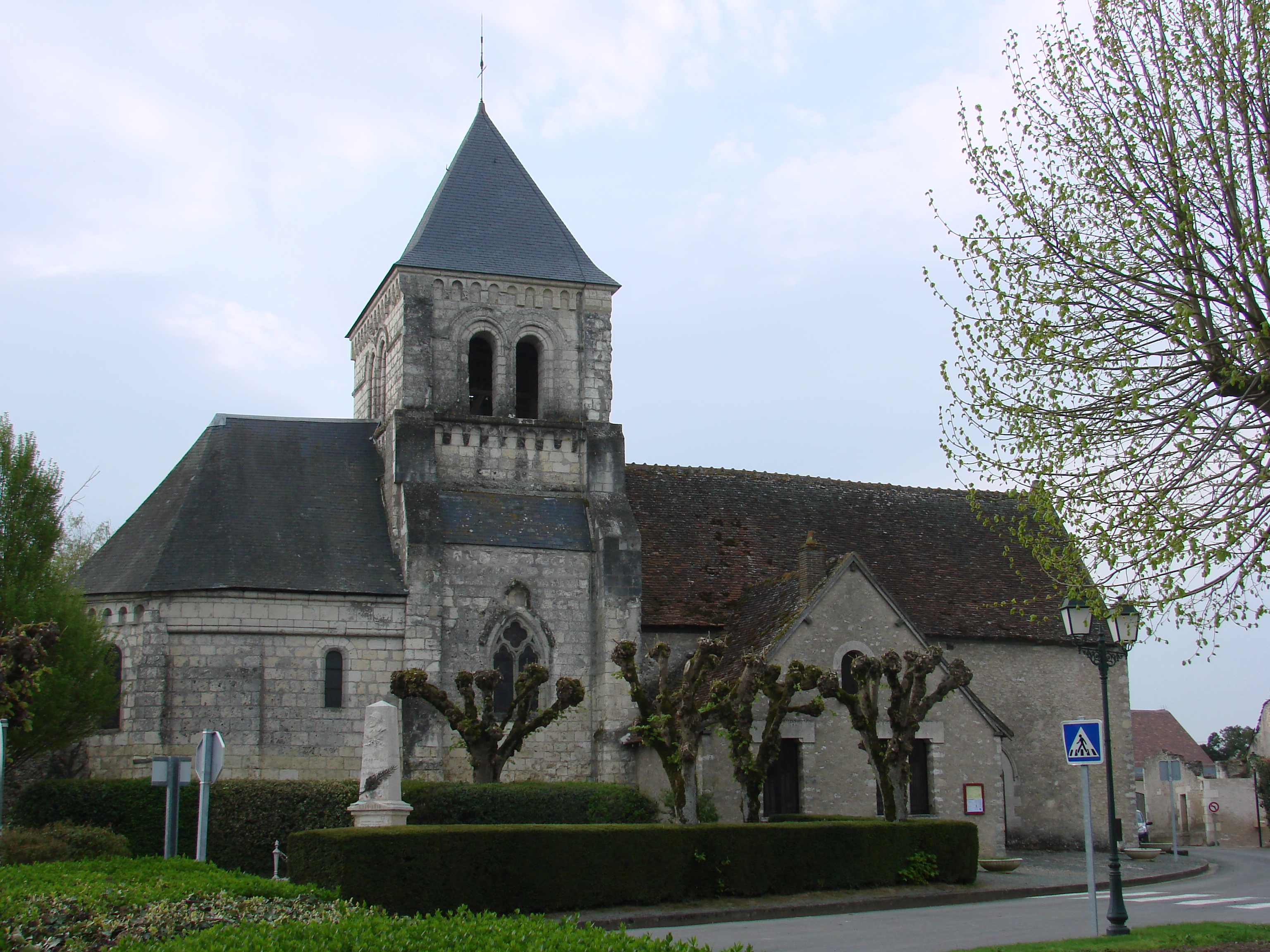
Vue générale
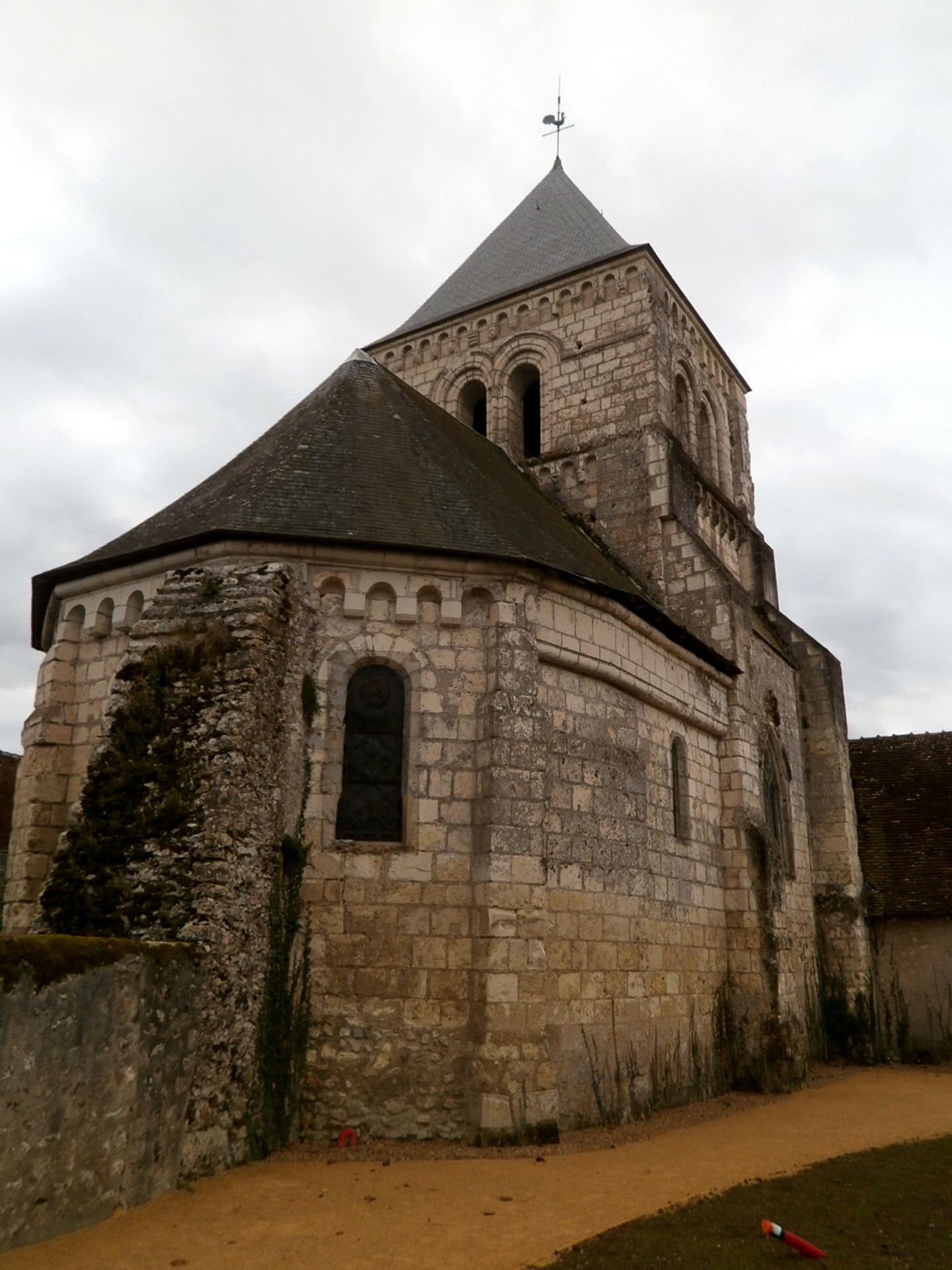
Détail du chœur
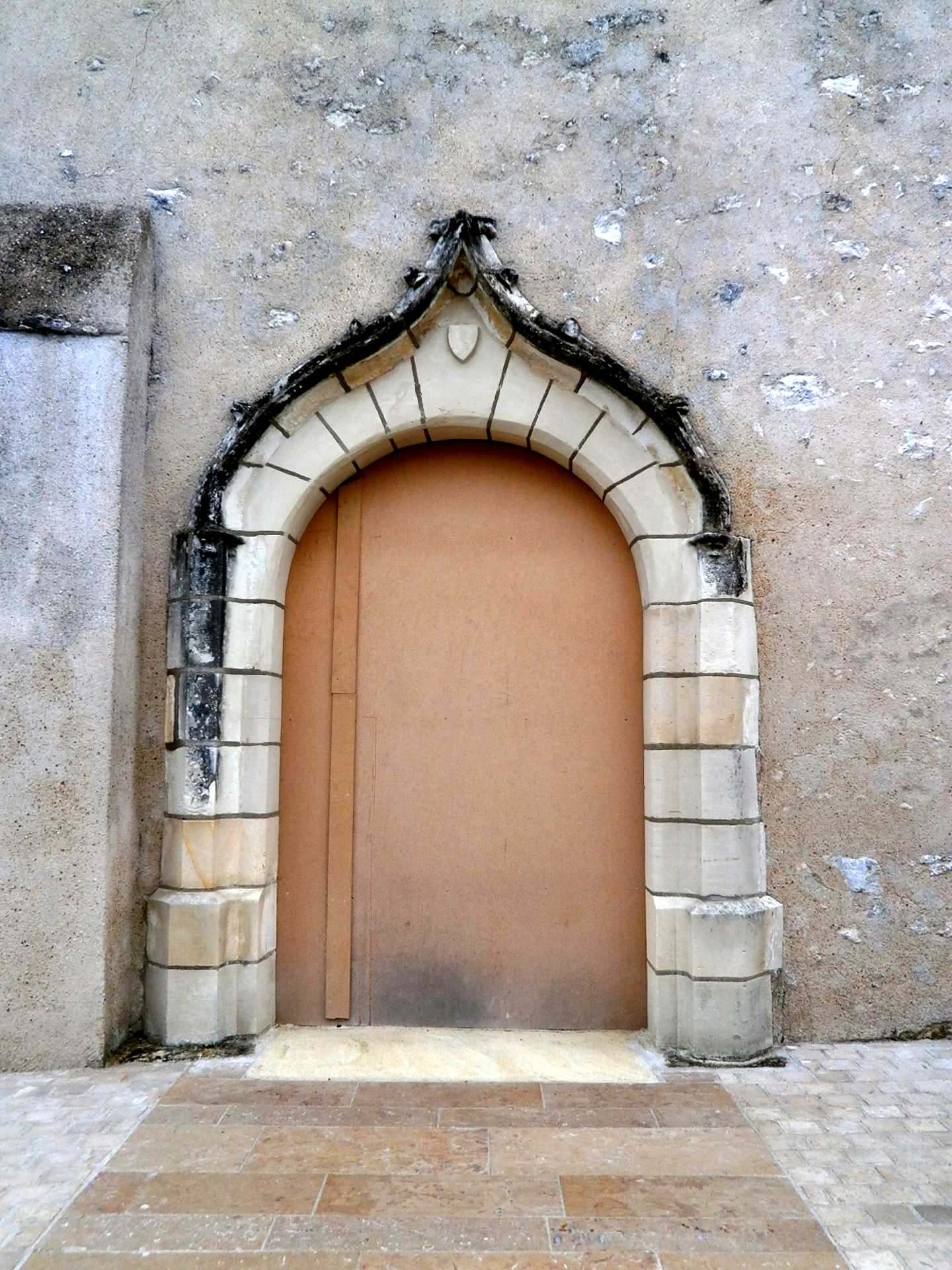
Porte occidentale de l'église
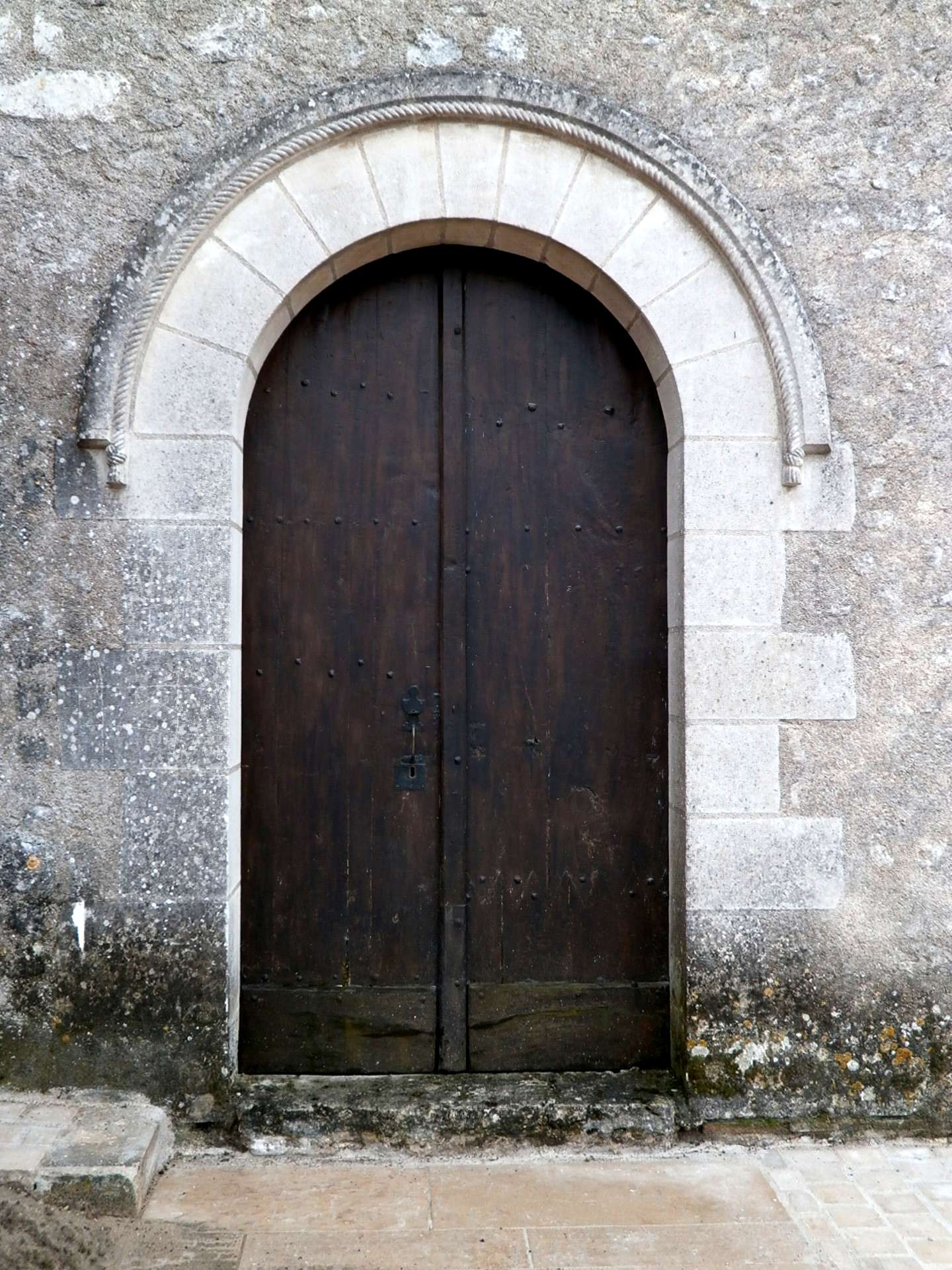
Porte septentrionale de l'église
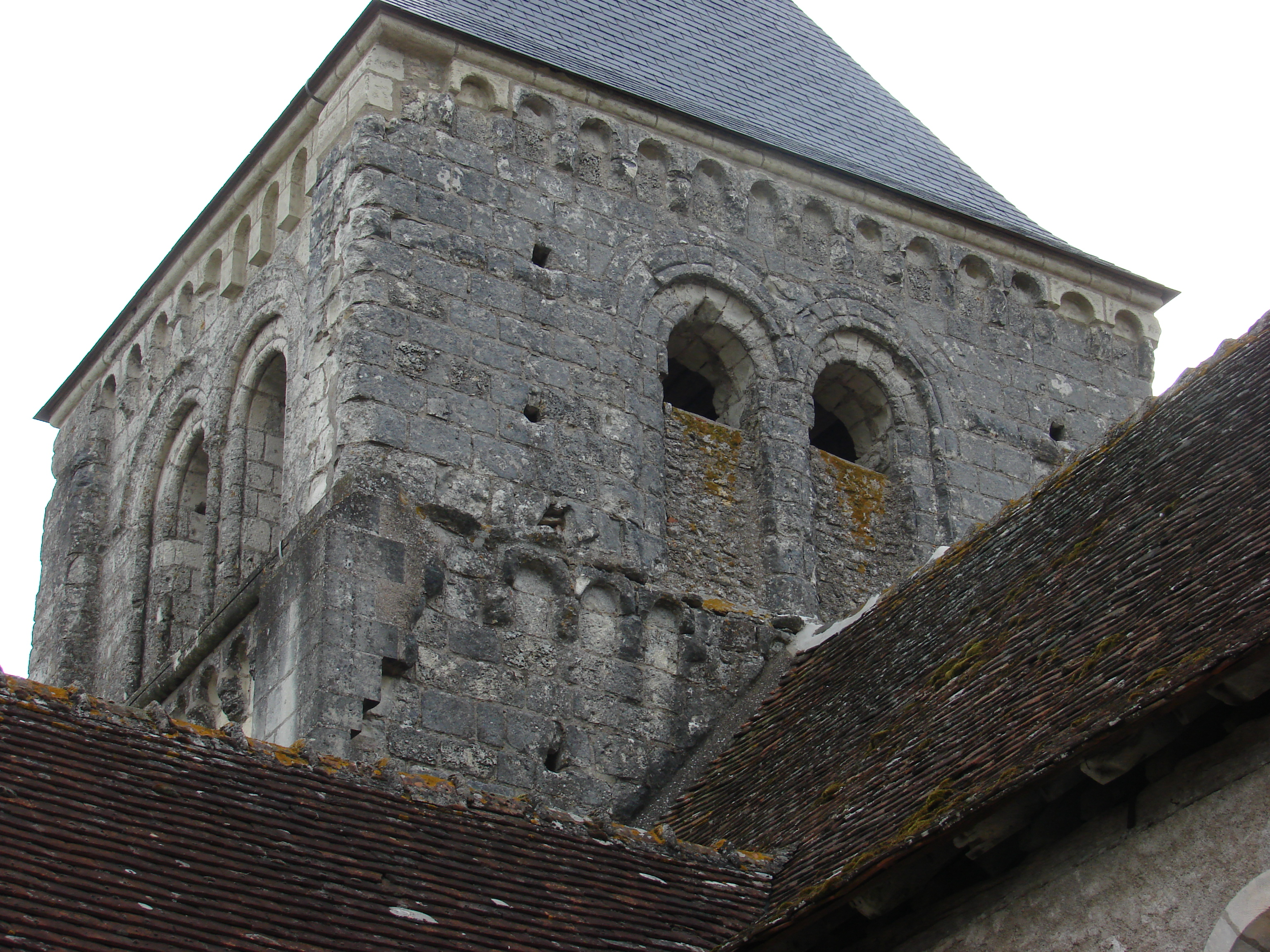
Détail du clocher

## Pour en savoir plus